# Франкет, Соня
Соня Франкет Кальвенте (исп. Sonia Franquet Calvente, р.3 июля 1980) — испанская спортсменка, стрелок, призёр чемпионатов Европы и Европейских игр.

## Биография
Родилась в 1980 году в Аско. В 2007 году завоевала бронзовую медаль чемпионата Европы. В 2008 году приняла участие в Олимпийских играх в Пекине, где стала 14-й в стрельбе из пневматического пистолета с 10 м, и 9-й — в стрельбе из пистолета с 25 м. В 2012 году приняла участие в Олимпийских играх в Лондоне, где стала 26-й в стрельбе из пневматического пистолета с 10 м, и 22-й — в стрельбе из пистолета с 25 м. В 2015 году завоевала серебряную медаль Европейских игр.